# Murderdolls
Murderdolls är ett amerikanskt horrorpunkband med influenser som Kiss, Alice Cooper, Mötley Crüe, Twisted Sister.

## Historia

### Grundandet
Idén till bandet föddes hos Slipknot-trummisen Joey Jordison innan Slipknot slog igenom. När Slipknot var på turné 1999 träffade Joey Jordison dåvarande Dope-gitarristen Tripp Eisen och Wednesday 13 på bas. Det tog däremellan ett tag innan det hände något eftersom samtliga var upptagna med sina respektive band men 2002 tog projektet fart.
Joey träffade inte Wednesday förrän den dag de klev in i studion. Wednesday fick byta från bas till sång. Eric Griffin på bas och Ben Graves på trummor anslöt sig till bandet. Bandet gjorde ett par spelningar innan Tripp Eisen beslöt sig för att lämna bandet för att ägna sig åt Static-X, han ersattes av Acey Slade närmast från bandet Dope och den sättningen var den befintliga tills att bandet lades på is 2004.

### Beyond the valley of the Murderdollsoch bandets upplösande
Första skivan hette Beyond the valley of the Murderdolls och två singlar släpptes, Dead in Hollywood och en helt omarbetad version av Billy Idols White Wedding. Videor gjordes till båda singlarna. Skivan har sen den kom ut 2002 släppts i tre olika versioner. Murderdolls var förband åt det brittiska Heavy metal-bandet Iron Maiden under en konsert i Sverige sommaren 2003 på Stockholms Stadion.
Bandet upplöstes då Joey Jordison återvände till Slipknot för att spela in Vol.3 -The Subliminal Verses. Wednesday 13 startade en egen karriär med soloalbumet Transylvania 90210: songs of death, dying, and the dead. Innan han började i Murderdolls spelade han gitarr och sjöng i horrorpunkbandet Frankenstein Drag Queens From Planet 13. Acey Slade startade Trashlight Vision, Ben Graves spelar i sitt nya band AntiProduct under det nya artistnamnet bladerunner. Eric Griffin turnerade med Wednesday 13 i hans soloprojekt, men slutade för att spela med Synical igen. 
Bandet återförenades och gav 2010 ut albumet Women and Children Last.

## Diskografi
- Beyond the Valley of the Murderdolls 2002
- Beyond the Valley of the Murderdolls (special edition)2008
- Women and Children Last 2010

## Medlemmar
- Wednesday 13 (sång)
- Joey Jordison (gitarr, sång)
- Jack Tankersley (basgitarr)
- Racci Shay  (trummor)
- Roman Surman (gitarr)

## Tidigare medlemmar
- Joey Jordison (gitarr, sång)
- Eric Griffin (basgitarr)
- Ben Graves  (trummor)
- Acey Slade (gitarr)